# Bomben på Piazza Fontana
Bomben på Piazza Fontana var et terroristangreb der fandt sted d. 12. december 1969 kl 16:37, da en bombe ekspolderede i Banca Nazionale dell'Agricolturas hovedkvarter på Piazza Fontana (omkring 200 meter fra Duomo di Milano) i Milano, Italien. Der døde 17 mennesker ved angrebet og 88 blev såret. Samme eftermiddag blev yderligere tre bomber detoneret i Rom og Milano, og en blev fundet udetoneret. Angrebene blev udført af Ordine Nuovo, en nyfascistisk paramilitær gruppe, muligvis i samarbejde med andre aktører via Operation Gladio.